# Stichodactyla mertensii
Stichodactyla mertensii là một loài hải quỳ thuộc chi Stichodactyla trong họ Stichodactylidae. Loài này được mô tả lần đầu tiên vào năm 1835.

## Phạm vi phân bố và môi trường sống
S. mertensii có phạm vi trải dài trên khắp khu vực Ấn Độ Dương - Thái Bình Dương, từ bờ biển Đông Phi về phía đông đến các tiểu vùng Micronesia và Melanesia, giới hạn phía bắc đến quần đảo Ryukyu (Nhật Bản), phía nam đến Úc.
S. mertensii ưa sống ở những khu vực có chất nền cứng như đá.

## Mô tả
Đĩa miệng của S. mertensii có đường kính từ 1 m trở lên, có dạng hình oval hơn là hình tròn, màu nâu tanin. S. mertensii được xem là loài có đường kính đĩa miệng lớn nhất trong số các loài hải quỳ. Vùng miệng không có xúc tu bao phủ, có màu vàng hoặc xanh lục. Các xúc tu cụt hoặc nhọn ở đầu, các xúc tu ngắn (10–20 mm) cùng màu với đĩa miệng, những xúc tu dài (50 mm hoặc hơn) có thể có màu trắng, vàng hoặc xanh lục. Cuống hải quỳ có màu trắng hoặc nâu nhạt.

## Sinh thái học
S. mertensii được biết đến là một loài hải quỳ vật chủ được nhiều loài cá hề chọn để làm nơi cư trú. Những loài cá hề sống cộng sinh với S. mertensii được ghi nhận dưới đây, bao gồm:
- Amphiprion akallopisos
- Amphiprion akindynos
- Amphiprion allardi
- Amphiprion bicinctus
- Amphiprion chagosensis
- Amphiprion chrysogaster
- Amphiprion chrysopterus
- Amphiprion clarkii
- Amphiprion fuscocaudatus
- Amphiprion latifasciatus
- Amphiprion ocellaris
- Amphiprion sandaracinos
- Amphiprion tricinctus

Amphiprion leucokranos, một loài mà tình trạng phân loại chưa chắc chắn do có nguồn gốc lai tạp, cũng được nhìn thấy trong các bụi hải quỳ S. mertensii.Amphiprion thiellei, nhiều khả năng là một giống lai như A. leucokranos, cũng được cho là sống cùng với loài hải quỳ này. Cá thia của loài Dascyllus trimaculatus cũng chọn hải quỳ S. mertensii làm nơi cư trú.

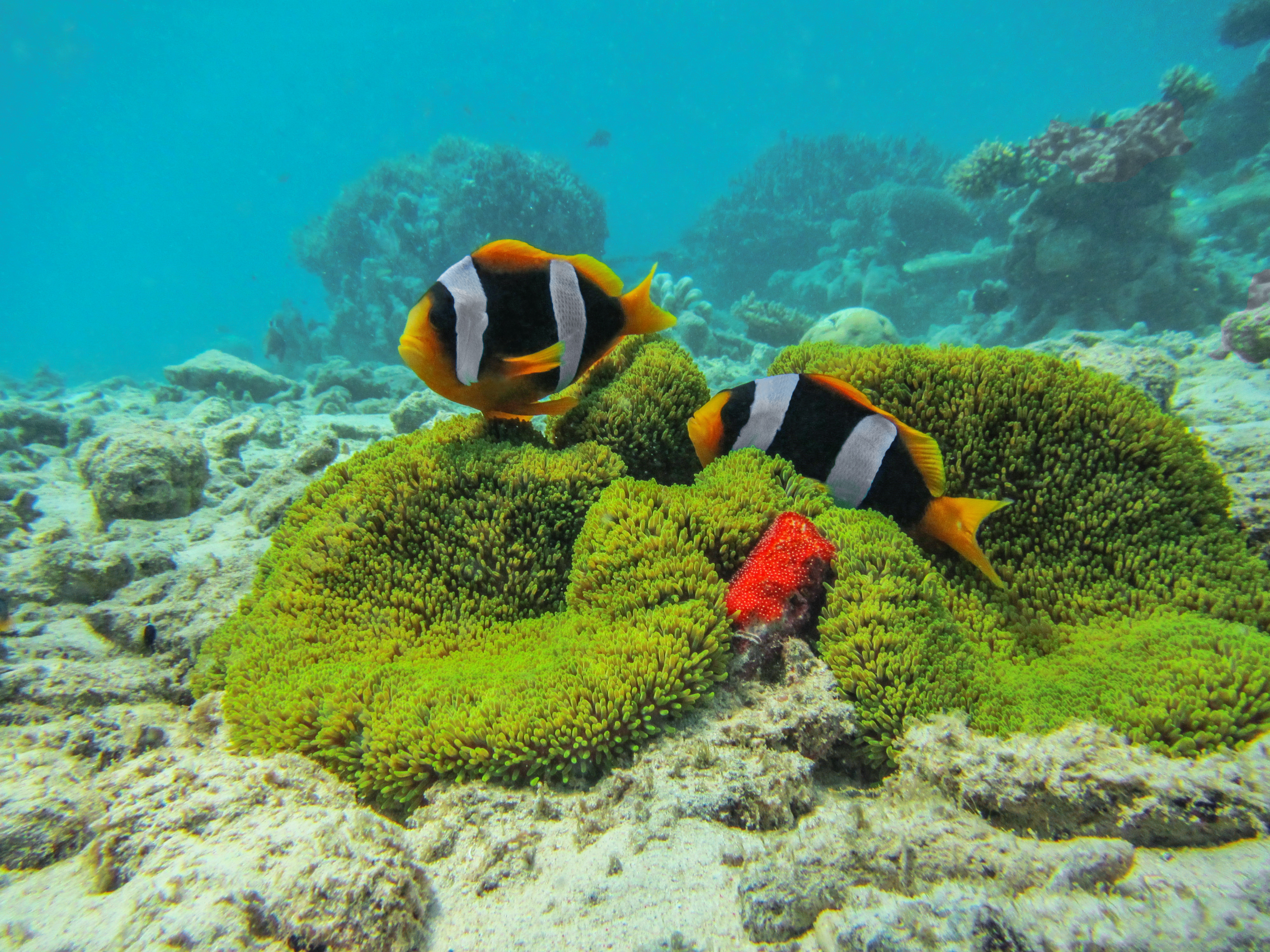
Một cặp A. latifasciatus trên hải quỳ S. mertensii

Cá hề thường không chia sẻ hải quỳ với những loài khác do chúng có tính lãnh thổ cao. Tuy vậy, ở vịnh Davao (Philippines), một bụi hải quỳ S. mertensii được nhìn thấy là nơi cư trú của một cặp A. clarkii và ba cá thể A. sandaracinos. Trong khoảng thời gian tác giả quan sát, A. clarkii tỏ ra hung dữ đối với tất cả các loài cá đến gần hải quỳ, nhưng lại không như vậy đối với A. sandaracinos. Mặc dù một bụi hải quỳ H. crispa gần đó không có loài nào sinh sống, những cá thể A. sandaracinos này vẫn thích sống cùng với cặp A. clarkii.

### Biến dị kiểu hình "đen" ở cá hề
S. mertensii có thể gây ra sự chuyển đổi màu sắc đối với 4 trong số 12 loài cá hề kể trên, đó là A. chrysogaster, A. chrysopterus, A. clarkii và A. tricinctus. Những loài cá này khi tiếp xúc với hải quỳ S. mertensii sẽ chuyển sang màu đen, trừ các dải sọc vẫn còn giữ lại màu trắng. Cơ chế gây ra hiện tượng đổi màu này vẫn chưa rõ, cũng như giá trị mà nó đem lại cho cá hề và hải quỳ.
Một số loài hải quỳ khác cũng được biết đến là gây ra hiện tượng chuyển màu ở cá hề, như Stichodactyla gigantea làm các viền đen xung quanh các dải sọc trắng của Amphiprion percula trở nên dày và sẫm màu hơn, hay Heteractis crispa làm cho Amphiprion polymnus trở nên đen sẫm hơn.
A. ocellaris cũng có một biến dị kiểu hình màu đen sọc trắng nhưng không rõ có liên quan đến một loài hải quỳ nào mà chúng sống cộng sinh hay không.

## Độc tố và tác dụng dược học
Nghiên cứu cho thấy, protein thô thu được từ chiết xuất methanol ở hải quỳ S. mertensii và Stichodactyla gigantea có thể gây ra hiện tượng tán huyết trên hồng cầu của người (và một số loài vật), cũng như khả năng gây độc thần kinh và gây chết người. Dịch chiết thô của hai loài hải quỳ này còn có tác dụng làm giảm đau (được thí nghiệm ở chuột), cũng như những đặc tính kháng khuẩn và nấm.